# Bahnhof Oberbettingen-Hillesheim
Der Bahnhof Oberbettingen-Hillesheim in der Gemeinde Hillesheim an der Eifelstrecke Köln–Euskirchen–Gerolstein–Trier wurde zwischen 1868 und 1871 von der Rheinischen Eisenbahngesellschaft erbaut.

## Geschichte und Architektur des Bahnhofsgebäudes
Wie alle Bahnhöfe im mittleren und südlichen Abschnitt der Eifelbahn zwischen 1868 und 1872 wurde auch dieser im von der Neugotik und der Neorenaissance geprägten Stil des Historismus errichtet.
Das Empfangsgebäude wurde bedingt durch den Deutsch-Französischen Krieg 1870/1871 erst im Jahre 1871 fertig gestellt. Es ist gekennzeichnet durch historische Stilelemente wie Mittelrisalite im Eingangsbereich, Schwebegiebel, betonte Eckbossierungen und akzentuierte Blendbögen an den Giebeln der Schmalseiten.

## Geschichte des Bahnhofsnamens
Der Bahnhof wurde aus verschiedenen Gründen mehrmals umbenannt. Zum Zeitpunkt der Errichtung lautete der offizielle Bahnhofsname Hillesheim. Um Verwechslungen mit der Station Hillesheim-Dorndürkheim an der Bahnstrecke Gau Odernheim–Osthofen in Rheinhessen zu vermeiden, wurde 1898 die ursprüngliche Bahnhofsbezeichnung abgeändert in Hillesheim (Eifel). Dies galt bis zum 1. Oktober 1911.
Am 1. Juli 1912 bekam Hillesheim innerorts einen neuen Bahnhof an den Strecken Dümpelfeld–Lissendorf und Hillesheim–Gerolstein. Dieser Bahnhof übernahm nun die Bezeichnung Hillesheim (Eifel). Nach Eröffnung des neuen Bahnhofs kam es häufig zu Verwechslungen mit dem alten Bahnhof. Aus diesem Grund änderte seit dem 4. Juli 1914 der alte Bahnhof nochmals seinen Namen, diesmal in Oberbettingen-Hillesheim. Diese Bezeichnung trägt er bis heute.

## Verkehr
Oberbettingen-Hillesheim ist Verkehrsstation für Regionalbahn-Züge in Richtung Köln und Trier. Die großenteils eingleisige Strecke ist nicht elektrifiziert und wird von Dieseltriebwagen befahren.
| Linie       | Verlauf | Takt          |
| ----------- | --- | ------------- |
| RE 22 RB 22 | Eifel-Express: Köln Messe/Deutz – Köln Hbf – Köln West – Köln Süd – Erftstadt – Weilerswist – Euskirchen – Mechernich – Kall – Urft (Steinfeld) – Nettersheim – Blankenheim (Wald) – Schmidtheim – Dahlem (Eifel) – Jünkerath – Lissendorf – Oberbettingen-Hillesheim – Gerolstein (Gattungswechsel RE/RB) – Birresborn – Mürlenbach – Densborn – Usch/Zendscheid – St. Thomas – Kyllburg – Bitburg-Erdorf – Hüttingen – Philippsheim – Speicher – Auw an der Kyll – Daufenbach – Kordel – Ehrang – Pfalzel – Trier Hbf (aufgrund von Hochwasserschäden längerfristig im Schienenersatzverkehr zwischen Kall und Gerolstein) Stand: April 2023 | 60 min        |
| RB 24       | Eifel-Bahn: Köln Messe/Deutz – Köln Hbf – Köln West – Köln Süd – Hürth-Kalscheuren – Brühl-Kierberg – Erftstadt – Weilerswist – Weilerswist-Derkum – Euskirchen-Großbüllesheim – Euskirchen – Satzvey – Mechernich – Scheven – Kall – Urft (Steinfeld) – Nettersheim – Blankenheim (Wald) – Schmidtheim – Dahlem (Eifel) – Jünkerath – Lissendorf – Oberbettingen-Hillesheim – Gerolstein (aufgrund von Hochwasserschäden längerfristig im Schienenersatzverkehr zwischen Kall und Gerolstein) Stand: April 2023 | einzelne Züge |